# A denti stretti (Litfiba)
A denti stretti è un brano della rockband italiana Litfiba.
È il singolo trainante del doppio album live "Colpo di coda" del 1994, che sancì l'inizio del contratto dei Litfiba con la EMI.
Il singolo è uscito anche in edizione speciale, con il nome "Introducing... Litfiba" e una tracklist differente.

## Video
Il videoclip di A denti stretti vede la band suonare su un palco intero allestito con tanto di impianto di amplificazione, luci e monitor. A queste riprese si alternano altri insert che arricchiscono il video.

## Tracce
le versioni live dei brani sono quelle contenute nel doppio album live Colpo di coda

### Edizione standard
1. A denti stretti - 4:10
2. Sotto il vulcano (live)[1] - 5:32
3. Resisti (live)[2] - 4:26
4. Gira nel mio cerchio (live)[2] - 3:57

### Edizione speciale
"Introducing... Litfiba"
1. A denti stretti - 4:10
2. Soldi (live) - 4:33
3. Woda-Woda (live) - 3:50
4. Gioconda (live) - 6:15
5. Proibito (live) - 4:27

## Formazione
- Piero Pelù - voce
- Ghigo Renzulli - chitarre
- Roberto Terzani - basso
- Antonio Aiazzi - tastiere
- Franco Caforio - batteria

## Edizioni
- "digipak edition" - 1 traccia
- "cardsleeve edition" (busta in cartoncino) - 3 tracce
- "jewel case edition" - 4 tracce
- "edizione speciale" intitolata "Introducing... Litfiba" - 5 tracce